# Cartilagine laterale
La Cartilagine Laterale del naso è una delle cartilagini principali del naso. È una lamina triangolare ed è pari. La base si poggia al fianco laterale del margine antero-superiore della cartilagine del setto. Il lato superiore segue, in avanti, il margine anteriore della faccia profonda dell'osso nasale, più addietro, l'incisura nasale della mascella. Il lato inferiore, in avanti, è in rapporto con la branca laterale della cartilagine alare maggiore, con l'eventuale interposizione di cartilagini sesamoidee, indietro con la membrana fibro-elastica del setto mobile del naso. 